# Goldener Bund

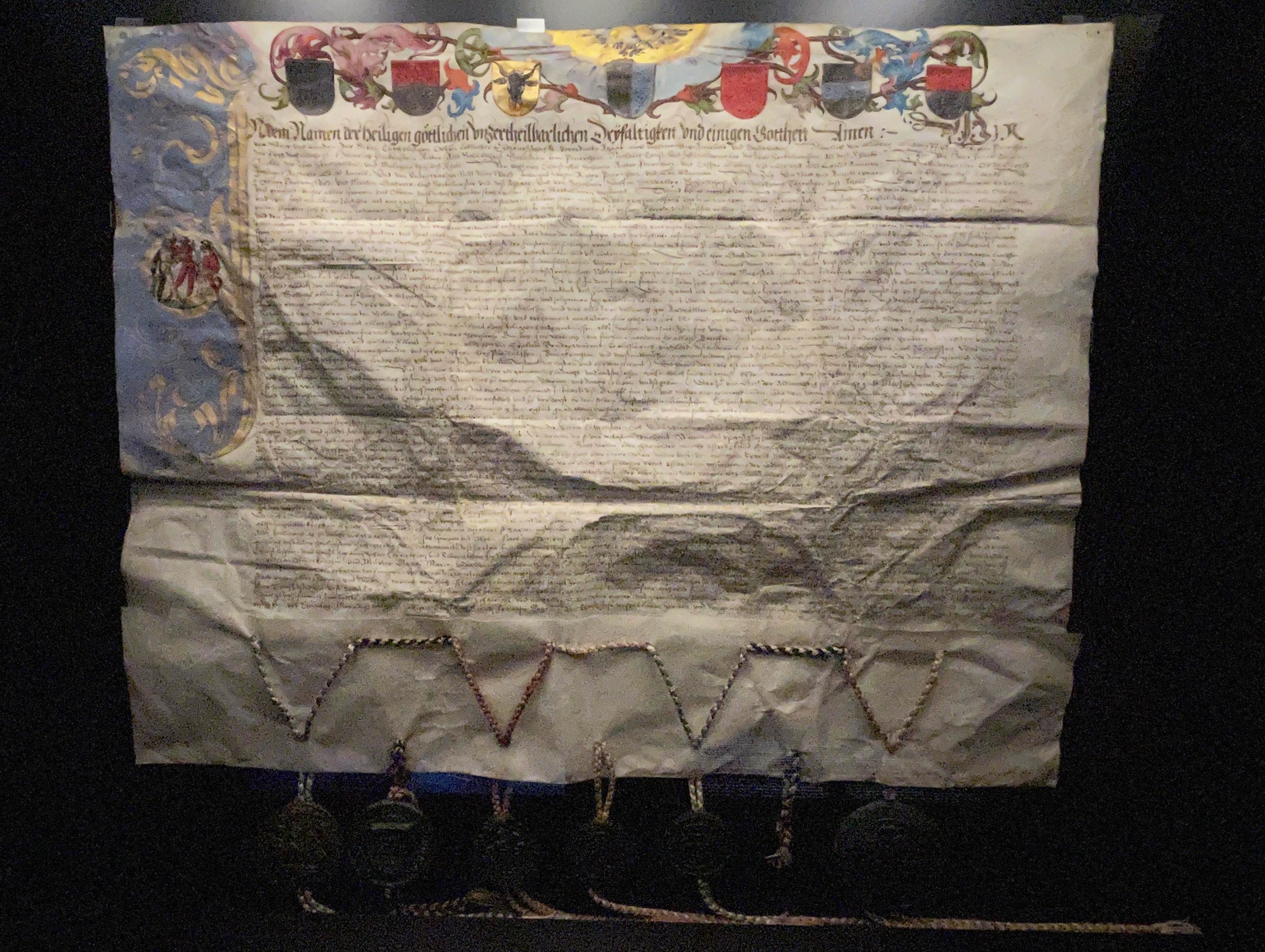
Der Goldene Bund, Dokument im Bundesbriefarchiv in Schwyz

Der Goldene Bund vom 5. Oktober 1586 war ein konfessionelles Bündnis der sieben katholischen Orte der Alten Eidgenossenschaft. Seinen Namen hat er von den goldenen  Anfangsbuchstaben des Vertrags. Die Kontrahenten versprachen einander, beim alten Glauben zu bleiben, und gelobten gegenseitige Hilfe bei Gefahren. Auch verpflichteten sie sich, den etwaigen Abfall eines Vertragspartners vom katholischen Glauben zu verhindern. Kurz darauf schlossen die katholischen Orte (mit Ausnahme von Solothurn) am 12. Mai 1587 auch noch eine Allianz mit Spanien.
Nach der Aufnahme von Appenzell Innerrhoden und dem katholischen Teil von Glarus in den Goldenen Bund wurde Karl Borromäus zum Patron des Bundes erklärt und der Bund auch der Borromäische Bund genannt.